# Три-Пойнтс (мыс)
Три-Пойнтс (англ. Cape Three Points) — мыс на побережье Гвинейского залива, в части известной как Золотой Берег (Берег Мина), крайняя южная точка Ганы. Расположен на территории муниципального района Аанта-Уэст в Западной области, к юго-востоку от устья реки Анкобры и города Принсес-Таун, к юго-западу от Аквида и Диксков.
Берег западнее мыса Три-Пойнтс — лагунного типа, восточнее — изрезанного.
У мыса Три-Пойнтс берег образует резкий выступ, вследствие чего тёплое Гвинейское течение отклоняется в открытое море, обусловливая тем самым недобор воды у берегов, который компенсируется подъёмом холодных глубинных вод. Летний юго-западный муссон Западной Африки, проходя над холодными прибрежными водами, охлаждается и обедняется влагой. Кроме того, вследствие конфигурации береговой линии, юго-западные ветры здесь оказываются дующими вдоль побережий, что не способствует образованию восходящих токов воздуха и появлению облачности и осадков. К западу от Три-Пойнтс осадков выпадает от 1800 до 2200 мм. К востоку от мыса Три-Пойнтс, на части побережья, лежащая между Аккрой и Лагосом, расположенной в дождевой тени по отношению к юго-западному муссону, количество осадков сильно снижается (до 700—900 мм): Аккра получает их в течение года всего 700 мм, Ломе — 675 мм.
Область тропических лесов к северу от мыса занимает заповедник Кейп-Три-Пойнтс (Cape Three Points Forest Reserve, CTPFR).
На мысе расположены руины маяка, построенного англичанами в 1875 году. В 1925 году построен действующий маяк.
В 18 км от мыса на шельфе Гвинейского залива расположено одноимённое небольшое месторождение природного газа.